# Anoura cultrata
Anoura cultrata е вид бозайник от семейство Американски листоноси прилепи (Phyllostomidae). Видът е почти застрашен от изчезване.

## Разпространение
Видът е разпространен в Боливия, Колумбия, Коста Рика, Еквадор, Панама, Перу и Венецуела.